# Ateuchus
Ateuchus är ett släkte av skalbaggar. Ateuchus ingår i familjen bladhorningar.

## Dottertaxa tillAteuchus, i alfabetisk ordning[1]
- Ateuchus aeneomicans
- Ateuchus alipioi
- Ateuchus ambiguus
- Ateuchus apicatum
- Ateuchus asperatum
- Ateuchus balthasari
- Ateuchus bordoni
- Ateuchus breve
- Ateuchus calcaratus
- Ateuchus candezei
- Ateuchus carbonarium
- Ateuchus carcavalloi
- Ateuchus carolinae
- Ateuchus cernyi
- Ateuchus chrysopyge
- Ateuchus columbianum
- Ateuchus confusus
- Ateuchus connexum
- Ateuchus contractum
- Ateuchus earthorum
- Ateuchus ecuadorensis
- Ateuchus euchalceum
- Ateuchus femoratum
- Ateuchus fetteri
- Ateuchus floridensis
- Ateuchus freudei
- Ateuchus fuscipes
- Ateuchus fuscorubrum
- Ateuchus gershensoni
- Ateuchus ginae
- Ateuchus globulus
- Ateuchus granigerum
- Ateuchus guatemalensis
- Ateuchus halffteri
- Ateuchus hamatus
- Ateuchus hendrichsi
- Ateuchus histeroides
- Ateuchus histrio
- Ateuchus hoplopygum
- Ateuchus howdeni
- Ateuchus hypocrita
- Ateuchus illaesum
- Ateuchus irinum
- Ateuchus klugi
- Ateuchus laetitiae
- Ateuchus laevicolle
- Ateuchus laterale
- Ateuchus latus
- Ateuchus lecontei
- Ateuchus loricatus
- Ateuchus luciae
- Ateuchus murrayi
- Ateuchus mutilatum
- Ateuchus myrmecophilum
- Ateuchus nitidulum
- Ateuchus oblongum
- Ateuchus opacipennis
- Ateuchus ovale
- Ateuchus parvum
- Ateuchus pauki
- Ateuchus pauperatum
- Ateuchus perezvelai
- Ateuchus perpusillus
- Ateuchus persplendens
- Ateuchus peruanum
- Ateuchus procerum
- Ateuchus pruneus
- Ateuchus puncticolle
- Ateuchus pygidiale
- Ateuchus rispolii
- Ateuchus robustus
- Ateuchus rodriguezi
- Ateuchus romani
- Ateuchus scatimoides
- Ateuchus scrupulosus
- Ateuchus semicribratum
- Ateuchus setulosum
- Ateuchus simplex
- Ateuchus solisi
- Ateuchus squalidum
- Ateuchus steinbachi
- Ateuchus striatulum
- Ateuchus subquadratum
- Ateuchus substriatum
- Ateuchus tenebrosum
- Ateuchus texanus
- Ateuchus tridenticeps
- Ateuchus viduum
- Ateuchus vigilans
- Ateuchus viridimicans
- Ateuchus vividum
- Ateuchus zoebischi